# Bariumchromaat
Bariumchromaat (BaCrO4) is het bariumzout van chroomzuur. De stof komt voor als een geel poeder, dat onoplosbaar is in water. Het oplosbaarheidsproduct Ks ligt op 2,1 × 10−10. Het is evenwel zeer goed oplosbaar in zuren. Hierbij wordt het dichromaat-anion gevormd:
{\displaystyle {\ce {2BaCrO4 + 2H+ -> 2Ba^2+ + Cr2O7^2- + H2O}}}

## Toepassingen
Bariumchromaat kent een verschillend aantal toepassingen:
- Als oxidator in de pyrotechniek
- Als pigment in verven, keramiek, gekleurd glas en porselein
- Als corrosie-inhibitor
- In metaal-grondverf
- Als initiator voor explosieven